# Southern Hockey League 1976/77
Die Saison 1976/77 war die vierte und letzte reguläre Saison der Southern Hockey League. Während der regulären Saison sollten die sieben Teams jeweils 72 Spiele bestreiten, jedoch wurde die Liga aus finanziellen Gründen noch im Laufe der Spielzeit aufgelöst und kein Meister ausgespielt.

## Teamänderungen
Folgende Änderungen wurden vor Beginn der Saison vorgenommen:
- Die Roanoke Valley Rebels stellten den Spielbetrieb ein.
- Die Baltimore Clippers wurden als Expansionsteam in die Liga aufgenommen.
- Die Richmond Wildcats wurden als Expansionsteam in die Liga aufgenommen.

## Reguläre Saison

### Abschlusstabelle
Abkürzungen: GP = Spiele, W = Siege, L = Niederlagen, T = Unentschieden, OTL = Niederlage nach Overtime, GF = Erzielte Tore, GA = Gegentore, Pts = Punkte
|                           | GP | W  | L  | T | GF  | GA  | Pts |
| ------------------------- | -- | -- | -- | - | --- | --- | --- |
| Hampton Gulls             | 50 | 32 | 16 | 2 | 198 | 152 | 66  |
| Tidewater Sharks          | 41 | 26 | 13 | 2 | 158 | 131 | 54  |
| Charlotte Checkers        | 50 | 22 | 25 | 3 | 180 | 186 | 47  |
| Baltimore Clippers        | 47 | 21 | 24 | 2 | 182 | 169 | 44  |
| Richmond Wildcats         | 38 | 21 | 16 | 1 | 160 | 144 | 43  |
| Greensboro Generals       | 40 | 15 | 24 | 1 | 140 | 173 | 31  |
| Winston-Salem Polar Twins | 42 | 11 | 30 | 1 | 130 | 193 | 23  |